# Chromatomyia mitellae
Chromatomyia mitellae är en tvåvingeart som beskrevs av Griffiths 1972. Chromatomyia mitellae ingår i släktet Chromatomyia och familjen minerarflugor.
Artens utbredningsområde är Alberta. Inga underarter finns listade i Catalogue of Life.